# ヤントラ川
ヤントラ川（ブルガリア語: Я̀нтра）とは、ブルガリア北部を流れる河川で、ドナウ川の右支流である。全長222/285km、流域面積7,862km2であり、ブルガリア国内のドナウ川の支流の中ではイスクル川に次いで2番目に長い。主な支流はロッシツァ川、レフェディラ川、ベリツァ川、ストゥデナ川などがある。

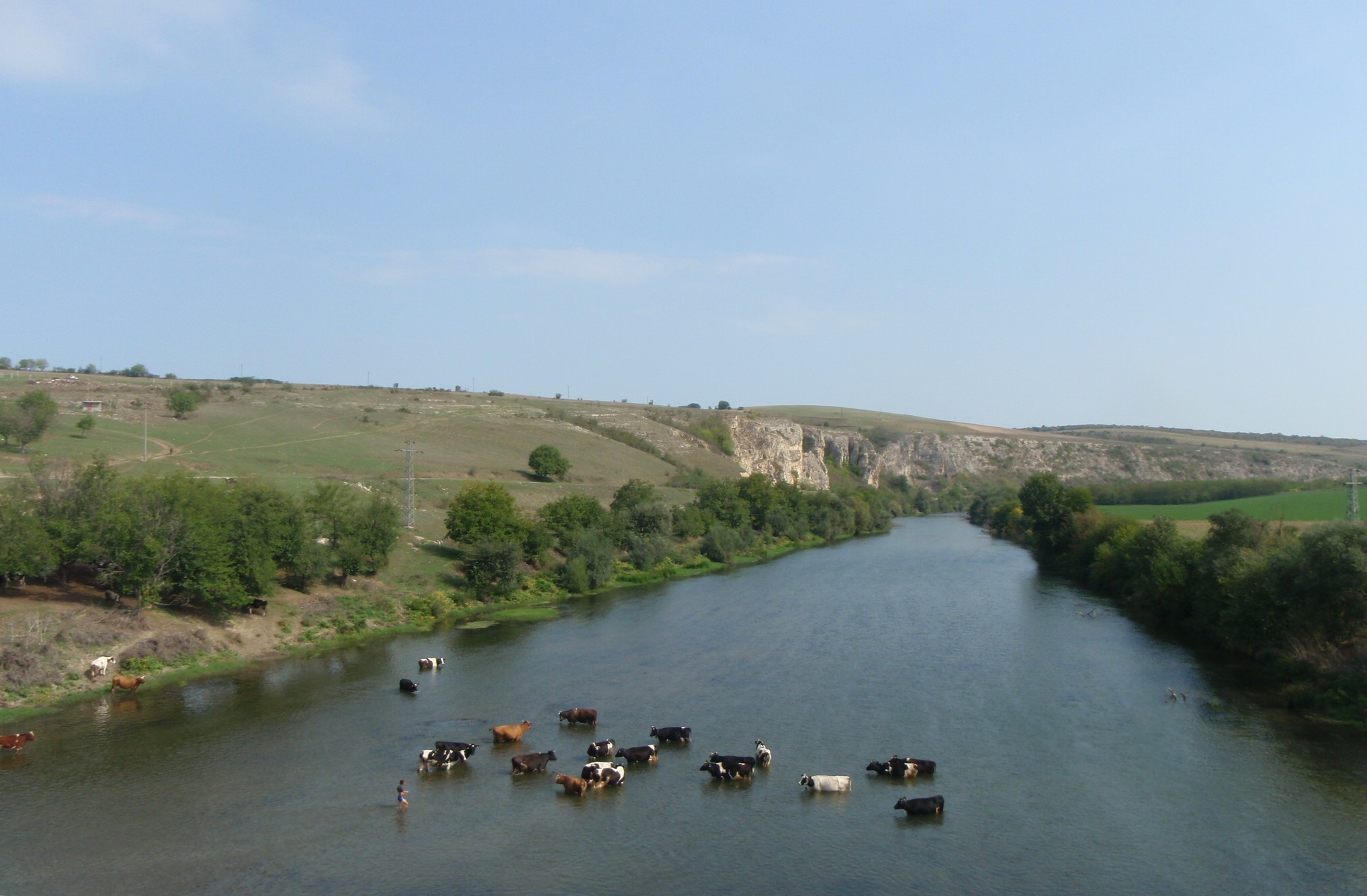
ツェノヴォ近郊を流れるヤントラ川。ドナウ本流との合流地点に近い

ヤントラ川は中央バルカン山脈（スタラ・プラニナ）に含まれる、標高1,340mのハジ・ディミタル峰北麓に水源を持つ。水源からガブロヴォの町までの間、川は深い渓谷を形成する。ヴェリコ・タルノヴォ市内に入った川は複雑に曲がり、タルノヴォ台地を囲むように流れて平野部に流れ出る。平野部で川の幅は広がるとともに流れも緩やかになり、スヴィシュトフの下流16kmでドナウ川と合流する。
ヤントラ川の河水は、流域一帯で灌漑農業に使われる。沿岸の主要都市はガブロヴォ、ヴェリコ・タルノヴォ、ゴルナ・オリャホヴィツァ、ビャラなどがある。ビャラ近郊には建築家コリュ・フィチェトが設計したベレンスキーの橋がかけられており、橋は文化財に指定されている。
南極大陸のサウス・シェトランド諸島に含まれるリヴィングストン島のヤントラ湾の名前はヤントラ川から取られている。